# Germán Efromovich
Germán Efromovich   (La Paz, 28 de març de 1950) és un empresari d'origen brasiler-colombià, també titular del passaport polonès (des de 2012), que va néixer en una família de jueus polonesos a Bolívia, i es va criar a Arica, Xile. Ha tingut molts llocs de treball i activitats al Brasil, des de la venda d'enciclopèdies fins a ser l'amo d'una escola abans de consolidar el seu imperi multimilionari petrolier i d'aviació.
Inicialment solament efectuava assajos no destructius per a l'empresa petroliera brasilera propietat del govern, Petrobrás, Efromovich desenvolupà més negocis fins al punt de construir i llogar plataformes petrolieres. Els seus altres negocis inclouen altres plantes d'energia i medicines.
Després de l'enfonsament d'una d'aquestes plataformes petrolieres i les disputes legals amb companyies d'assegurances i amb Petrobrás, n'Efromovich va començar a invertir en l'aviació. Va engegar l'aerolínia brasilera OceanAir i, el 2004, va comprar l'aerolínia colombiana Avianca al seu llavors propietari Julio Mario Santo Domingo. Com a resultat de les seves importants inversions en els camps econòmic i social de Colòmbia, Efromovich va ser fet oficialment ciutadà colombià d'honor el 2005.
És l'únic accionista del Grup Synergy propietari de les empreses Avianca, TACA, Wayraperú, VIP de l'Equador, OceanAir, Tampa Cargo, Aerogal a més de les cadenes d'hotels New Continents Hotels i The Flagship Hotels